# Tour of Antalya 2019
Die 2. Ausgabe der Tour of Antalya fand vom 21. bis 24. Februar 2019 statt. Es war Teil der UCI Europe Tour 2019 in Kategorie 2.2. Das Rennen gewann der Pole Szymon Rekita, der auch die dritte Etappe gewonnen hatte.

## Etappenliste
Die Tour of Antalya 2019 wurde in vier Etappen ausgetragen.
| Etappe    | Datum    | Etappenorte                           | type                 | Länge (km) | Etappensieger        | Gesamtführender      |
| --------- | -------- | ------------------------------------- | -------------------- | ---------- | -------------------- | -------------------- |
| 1. Etappe | 21. Feb. | Köprülü-Kanyon-Nationalpark – Antalya | Hügelige Etappe      | 140,9      | Mathieu van der Poel | Mathieu van der Poel |
| 2. Etappe | 22. Feb. | Antalya – Antalya                     | Flachetappe          | 111        | Bas van der Kooij    | Bas van der Kooij    |
| 3. Etappe | 23. Feb. | Perge – Termessos                     | Mittelschwere Etappe | 91,8       | Szymon Rekita        | Szymon Rekita        |
| 4. Etappe | 24. Feb. | Side – Antalya                        | Flachetappe          | 157        | Roy Jans             | Szymon Rekita        |

## Gesamtwertung
| \| Gesamtwertung \| Gesamtwertung \| Gesamtwertung \| Gesamtwertung \| Gesamtwertung \| \| Fahrer \| Fahrer \| Land \| Team \| Zeit \| \| ------------- \| ---------------- \| ------------- \| -------------------------- \| ---------------- \| \| 1. \| Szymon Rekita \| Polen \| Leopard Pro Cycling \| 11 h 34 min 09 s \| \| 2. \| Giovanni Lonardi \| Italien \| Nippo-Vini Fantini-Faizanè \| + 3 s \| \| 3. \| Attila Valter \| Ungarn \| CCC Development \| + 11 s \| \| 4. \| Juan Pedro López \| Spanien \| Kometa \| + 12 s \| \| 5. \| Conor Dunne \| Irland \| Israel Cycling Academy \| + 13 s \| \| 6. \| Rubén Plaza \| Spanien \| Israel Cycling Academy \| + 14 s \| \| 7. \| Radoslav Rogina \| Kroatien \| Adria Mobil \| + 15 s \| \| 8. \| Georg Zimmermann \| Deutschland \| Tirol KTM Cycling Team \| + 18 s \| \| 9. \| Stephan Rabitsch \| Österreich \| Felbermayr Simplon Wels \| + 21 s \| \| 10. \| Otto Vergaerde \| Belgien \| Corendon-Circus \| + 30 s \| |                  |             |                            |                  |
| |                  |             |                            |                  |
| Quelle: ProCyclingStats |                  |             |                            |                  |
| Gesamtwertung |                  |             |                            |                  |
| Fahrer | Fahrer           | Land        | Team                       | Zeit             |
| 1. | Szymon Rekita    | Polen       | Leopard Pro Cycling        | 11 h 34 min 09 s |
| 2. | Giovanni Lonardi | Italien     | Nippo-Vini Fantini-Faizanè | + 3 s            |
| 3. | Attila Valter    | Ungarn      | CCC Development            | + 11 s           |
| 4. | Juan Pedro López | Spanien     | Kometa                     | + 12 s           |
| 5. | Conor Dunne      | Irland      | Israel Cycling Academy     | + 13 s           |
| 6. | Rubén Plaza      | Spanien     | Israel Cycling Academy     | + 14 s           |
| 7. | Radoslav Rogina  | Kroatien    | Adria Mobil                | + 15 s           |
| 8. | Georg Zimmermann | Deutschland | Tirol KTM Cycling Team     | + 18 s           |
| 9. | Stephan Rabitsch | Österreich  | Felbermayr Simplon Wels    | + 21 s           |
| 10. | Otto Vergaerde   | Belgien     | Corendon-Circus            | + 30 s           |